# ヘキサクロリド白金(IV)酸
ヘキサクロリド白金(IV)酸（ヘキサクロリドはっきん よん さん、英: hexachloroplatinic(IV) acid）は化学式 H2[PtCl6] で表される白金(IV)錯体の一種である。最も簡単に利用できる白金の可溶性化合物のうちの1つであり、各種白金化合物合成の出発物質として使用される。
試薬としては大変に高価で、白金地金相場により大きく変動するが、貴金属地金の高騰した2008年の相場では100 gが47〜48万円であった。

## 合成法

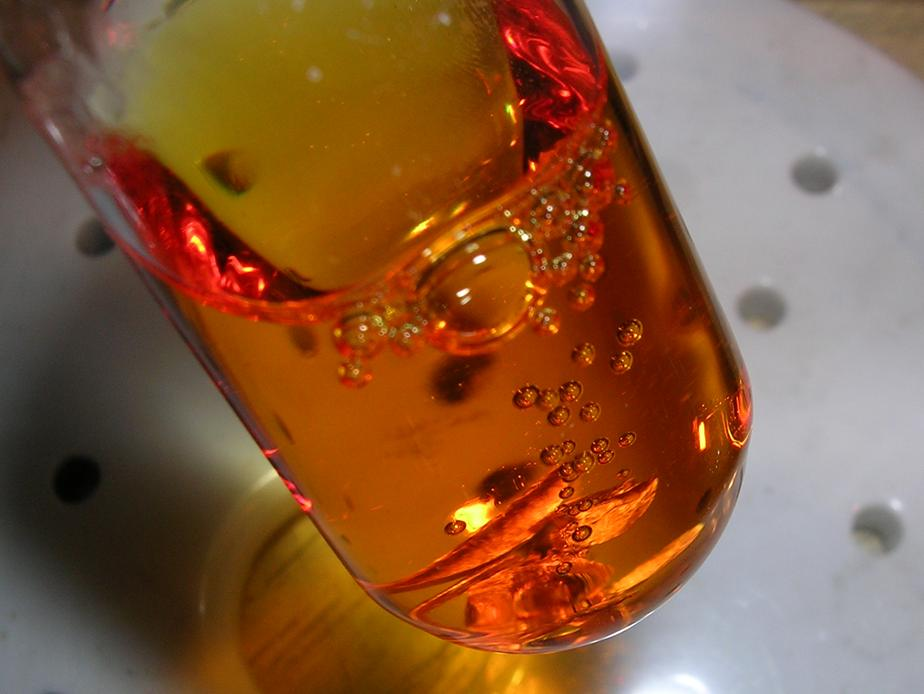
王水に溶解する白金

金属白金粉末を暖めた王水に溶かして合成するが白金原子との親和力の強いニトロシル（NO+ 配位子、nitrosyl）が混入しやすい。
{\displaystyle {\ce {3 Pt\ + 4 HNO3\ + 18 HCl -> 3 H2[PtCl6]\ + 4 NO\ + 8 H2O}}}
{\displaystyle {\ce {3 Pt\ + 5 HNO3\ + 15 HCl -> 3 [PtCl5(NO)]\ + 4 NO\ + 10 H2O}}}
{\displaystyle {\ce {Pt\ + 2 HNO3\ + 6 HCl ->\ [PtCl4(NO)2]Cl2\ + 4 H2O}}}
溶解後塩酸を加えて蒸発乾固することを繰り返しニトロシルを追い出す。
{\displaystyle {\ce {[PtCl5(NO)]\ + 2 HCl -> H2[PtCl6]\ + NOCl}}}
{\displaystyle {\ce {[PtCl4(NO)2]Cl2\ + 2 HCl -> H2[PtCl6]\ + 2 NOCl}}}
しかしながら完全にニトロシルを追い出すことは困難であるため、白金粉末を暖めた濃塩酸に懸濁させ、撹拌しながら塩素ガスを通じるか、過酸化水素水を滴下して発生する塩素により酸化溶解させるほうが純品を得やすい。
{\displaystyle {\ce {Pt\ + 2 HCl\ + 2 Cl2 -> H2[PtCl6]}}}
{\displaystyle {\ce {Pt\ + 6 HCl\ + 2 H2O2 -> H2[PtCl6]\ + 4 H2O}}}

## 化学的性質
赤褐色の潮解性の強い結晶であり、六水和物 ((H3O+)2·[PtCl6]2-·4H2O) はオキソニウムイオンを含み、水溶液は2価の強酸である。白金(IV)錯体は 5d6 で低スピン型の電子配置を取り、配位子の交換に対し速度論的に置換不活性であり比較的安定であるが、水中で徐々に加水分解される。
{\displaystyle {\ce {[PtCl6]^{2-}\ +{\mathit {n}}H2O->\ [PtCl_{6-{\mathit {n}}}(OH)_{\mathit {n}}]^{2}-+{\mathit {n}}H^{+}\ +{\mathit {n}}Cl^{-}}}}
強塩基性水溶液中では加水分解され、淡黄色のヘキサヒドロキシド白金(IV)酸イオンを生成する。
{\displaystyle {\ce {[PtCl6]^{2-}\ + 6 OH^- ->\ [Pt(OH)6]^2-\ + 6 Cl^-}}}
二塩化ヒドラジニウム (N2H6Cl2) により還元されてテトラクロリド白金(II)酸となる。
{\displaystyle {\ce {2[PtCl6]^{2-}\ + N2H6^{2+}->\ 2[PtCl4]^{2-}+ N2\ + 6H^+\ + 4Cl^-}}}
ヘキサクロリド白金(IV)酸イオンの標準酸化還元電位は以下の通りである。
{\displaystyle {\ce {PtCl6^{2-}(aq)\ +2{\mathit {e}}^{-}\ =\ PtCl4^{2-}(aq)\ +2Cl^{-}(aq)\ ,}}} {\displaystyle E^{\circ }=0.726{\rm {V}}}

## ヘキサクロリド白金(IV)酸イオン

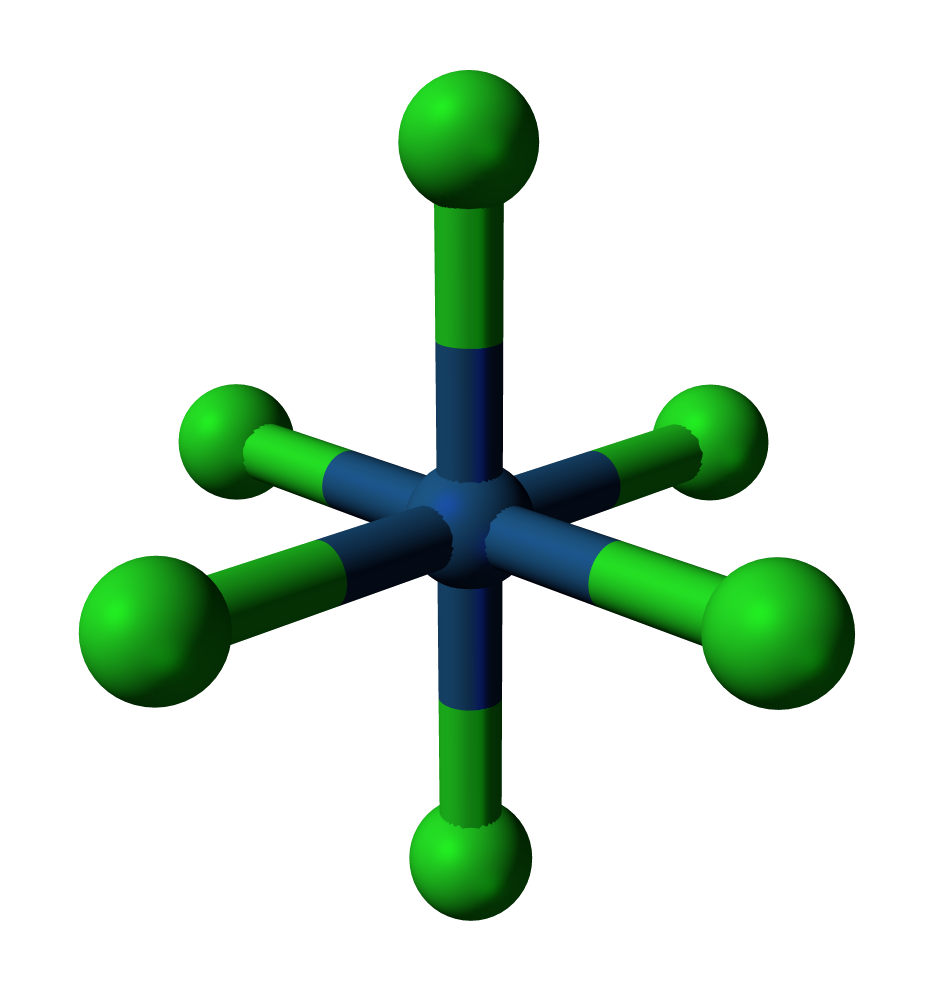
ヘキサクロリド白金(IV)酸イオンの球棒モデル

ヘキサクロリド白金(IV)酸イオン（ヘキサクロリドはっきん よん さんイオン、英: hexachloroplatinate(IV) ion、[PtCl6]2-）はヘキサクロリド白金(IV)酸の電離により生成する2価のアニオン（錯イオン）であり、ヘキサクロリド白金(IV)酸塩中に存在し d2sp3 混成軌道の正八面体型構造をとり、Pt-Cl 結合距離はカリウム塩中で233 pmである。

## ヘキサクロリド白金(IV)酸塩
ヘキサクロリド白金(IV)酸塩（ヘキサクロリドはっきん よん さんえん、英: hexachloroplatinate(IV)）はヘキサクロリド白金(IV)酸イオンを含むイオン結晶であり、ヘキサクロリド白金(IV)酸水溶液に塩化物水溶液を加え濃縮することにより析出する。
ナトリウム塩 ({\displaystyle {\ce {Na2[PtCl6]}}}) をはじめ多くのものは水に易溶であるが、カリウム塩 ({\displaystyle {\ce {K2[PtCl6]}}})、ルビジウム塩 ({\displaystyle {\ce {Rb2[PtCl6]}}})、銀塩 ({\displaystyle {\ce {Ag2[PtCl6]}}})、テトラアルキルアンモニウム塩 ({\displaystyle {\ce {(NR4)2[PtCl6]}}}) などは難溶性で、セシウム塩 ({\displaystyle {\ce {Cs2[PtCl6]}}}) は特に溶解度が小さい。
アンモニウム塩 ({\displaystyle {\ce {(NH4)2[PtCl6]}}}) も比較的溶解度が小さいが再結晶により精製しやすく、これを強熱すると分解し白金海綿を生ずるため、白金の精錬及び白金触媒の合成に利用される。
{\displaystyle {\ce {3(NH4)2[PtCl6]\ {\overset {\Delta }{\longrightarrow }}\ 3Pt\ +2N2\ +2NH3\ +18HCl}}}
水溶液中でシュウ酸塩と伴に加熱することにより還元されテトラクロリド白金(II)酸塩となる。
{\displaystyle {\ce {[PtCl6]^{2-}\ + C2O4^{2-}->\ [PtCl4]^{2-}\ + 2CO2\ + 2Cl^-}}}